# Міжнародний конкурс літаючих роботів

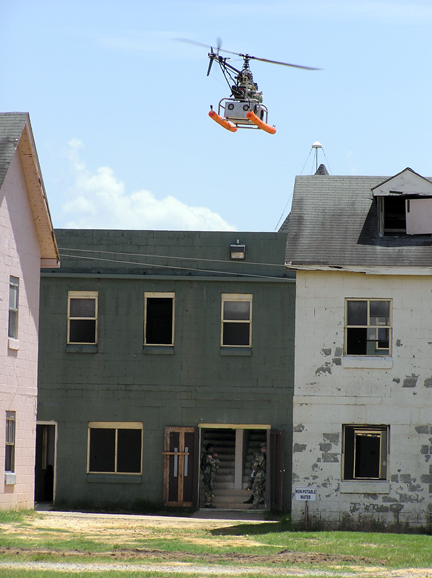
Літаючий робот Політехнічного університету Вірджинії інспектує будівлю перед проникненням під час виконання четвертої місії конкурсу в 2007 р.

Міжнародний конкурс літаючих роботів (англ. International Aerial Robotics Competition (IARC) - щорічне відкрите змагання безпілотних автономних літаючих роботів створене Робертом Міхельсоном (англ. Robert C. Michelson) в Технологічному інституті Джорджії в 1991 році . Конкурс покликаний надихати на створення невеликих розумних літаючих роботів, здатних автономно, без стороннього втручання, виконувати складні завдання .

## Історія

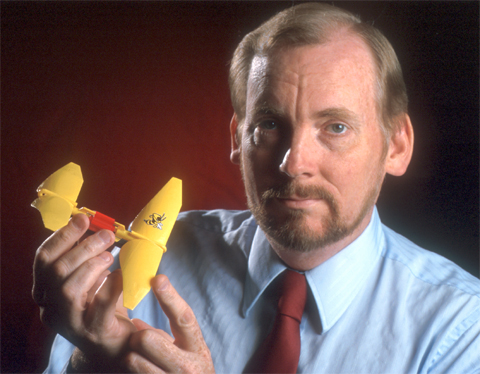
Роберт Міхельсон

Конкурс був створений колишнім президентом Міжнародної асоціації безпілотних транспортних засобів (англ. Association for Unmanned Vehicle Systems International (AUVSI)) Робертом Міхельсоном в 1991 році .
IARC виступила організатором і спонсором призового фонду .

## Місії
На кожному етапі організатори конкурсу придумують місію у вигляді сценарію, яку на час постановки завдання не може виконати жоден з існуючих цивільних або військових безпілотних літаючих роботів. За виконання місії встановлюється грошовий приз. Щорічно команди надають на конкурс створених ними роботів, здатних виконати поставлене завдання. Якщо жодна з команд не змогла виконати місію, вона залишається колишньою, а призова винагорода збільшується .

### Перша місія
ЗавданняБезпілотний автономний літальний апарат повинен самостійно перенести невеликий вантаж (металевий диск) з одного кінця майданчика в інший .
ПереможецьКоманда Стенфордського університету .

### Друга місія
ЗавданняРозшук отруйних відходів.
СценарійНеобхідно потрапити на звалище токсичних відходів, на якому в безладі поховано п'ять бочок. Визначити вміст кожної бочки за етикетками, які перебувають біля них, і повернутися зі зразком вмісту однієї з бочок.
ПереможецьВ 1996 році команді Массачусетського технологічного інституту і Бостонського університету, за підтримки Draper Labs вдалося створити робота, який правильно визначив розташування всіх п'яти бочок з відходами та вміст двох з них, тобто виконав близько 75% завдання . Однак тільки в наступному році команда з Університету Карнегі-Меллон змогла виконати місію повністю .

### Третя місія

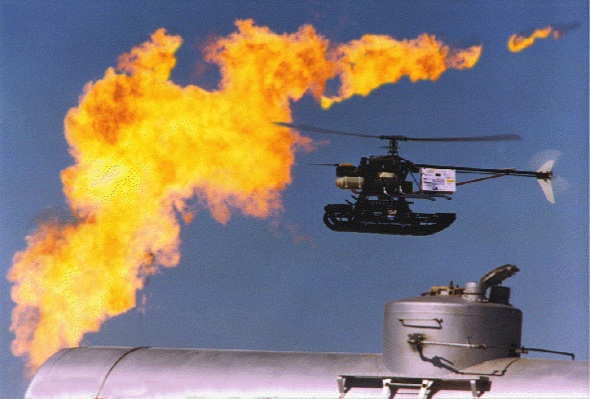
Третя місія. Робот, що базується на вертольоті Південного політехнічного університету пролітає в небезпечній близькості від вогню.

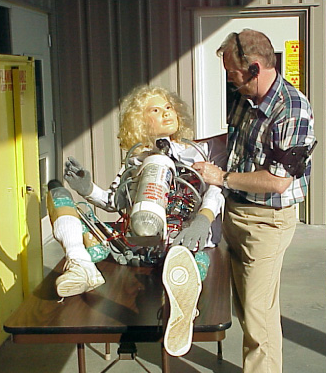
Пневматичний емулятор людини, розроблений Міхельсоном

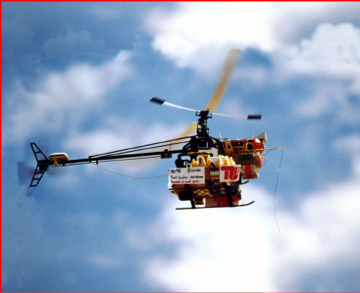
Переможець третього конкурсу.

ЗавданняПошуково-рятувальні роботи.
СценарійТреба пролетіти в зону лиха серед вогню, хмар отруйного газу і руйнувань. Знайти мертвих і живих, нездатних самостійно вибратися. Живі визначалися за рухом і імітувались за допомогою спеціальних роботів.
ПереможціРобот з Берлінського технічного університету зміг уникнути всіх небезпек і успішно виявити всіх живих в 2000 році .

### Четверта місія

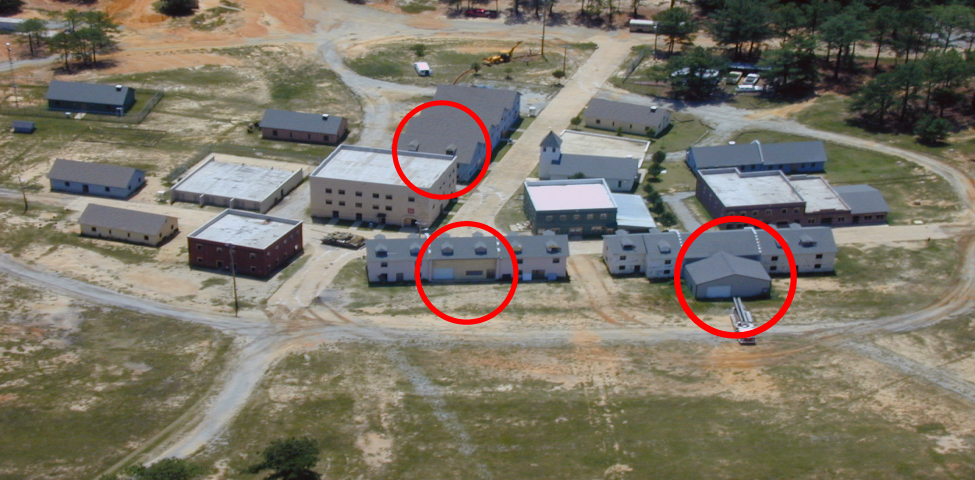
Макет для четвертої місії.

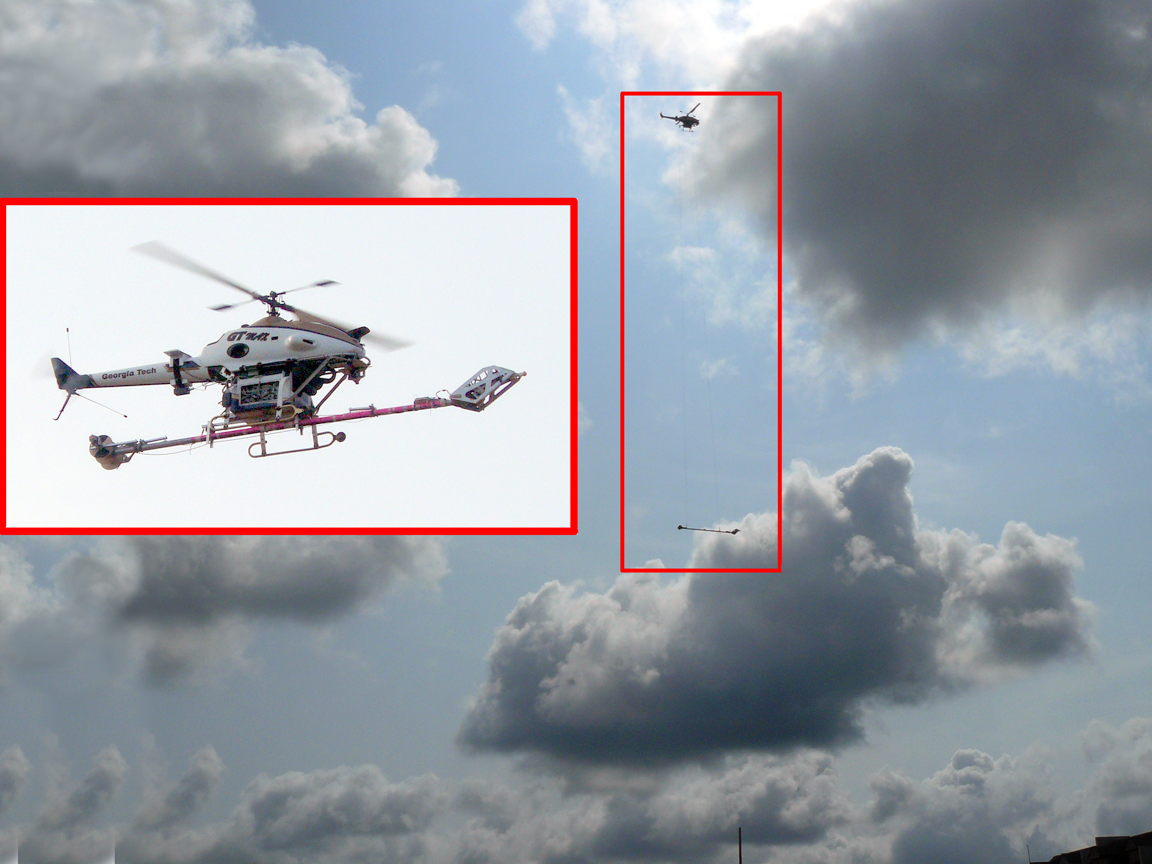
Робот GTMax під час виконання четвертої місії.

ЗавданняБезпілотний автономний літальний апарат за 15 хвилин повинен пролетіти відкритою місцевістю 3 милі (близько 5 км), знайти певний будинок, залетіти в його вікно, сфотографувати обстановку і повернутися .
СценарійДля четвертого етапу було придумано кілька сценаріїв з аналогічним способом виконання. Перший з них передбачав, що недружня держава захопила заручників. Автономний літальний апарат випущений з підводного човна за три милі від берега повинен дістатися будівлі, де утримують заручників, проникнути в неї й відправити інформацію назад на підводний човен. Другий сценарій оповідав про археологів, які відкрили древній мавзолей. Невідомий вірус убив археологів, але перед смертю вони повідомили, що на стіні мавзолею висить невідомий гобелен з дуже важливими даними. Уряд збирається підірвати територію, щоби знищити вірус, але робот за 15 хвилин повинен знайти мавзолей, влетіти в нього, сфотографувати гобелен і передати інформацію вченим . Третій сценарій: вибух реактора на АЕС, що призвело до різкого підвищення радіації, загибелі та евакуації людей. Завдяки спрацюванню аварійної автоматики, вдалося заглушити два реактори, але третій залишається ввімкнутим. Потрібно влетіти в будівлю управління і відіслати на базу інформацію про обстановку всередині.
ПереможецьСпроба пройти місію тривала дев'ять років, в підсумку було вирішено, що всі команди значною мірою можуть продемонструвати можливість її здійснення за трьома запропонованими сценаріями. Тому в 2008 році місію визнали пройденою, а призовий фонд у 80000 доларів США поділили між усіма учасниками. Третій сценарій ліг в основу п'ятої місії.

### П'ята місія

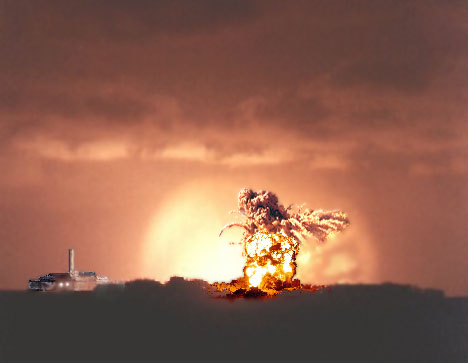
Рекламна картинка до четвертої-п'ятої місій. Поспішайте, інакше реактор вибухне!

ЗавданняОрієнтація в закритому приміщенні без будь-яких зовнішніх сигналів. Ніяких додаткових відомостей про це приміщенні роботу не надається .
СценарійВсе та ж аварія на АЕС, проте завдання складніше. Роботу необхідно потрапити всередину станції крізь розбите вікно, пролетіти усіма приміщеннями, знайти «головний пульт керування» за увімкненими світлодіодами. Зображення індикаторів і положення перемикачів робот повинен передати по радіо, для оцінки фахівцями і пошуку виходу зі становища .
Переможець2009 року місію з четвертої спроби виконав робот MAV (англ. micro air vehicles), створений у Robust Robotics Group Массачусетського технологічного інституту під керівництвом професора Ніколаса Роя (англ. Nicholas Roy) .

### Шоста місія
СценарійНепомітно проникнути в будівлю розвідки «республіки Нарі», яка оточена парканом під напругою, скориставшись отриманою від розвідки інформацією про сліпі зони камер безпеки. Уникаючи регулярних обходів охорони, знайти певне приміщення і флешку з секретною інформацією, що лежить у ньому. Флешку необхідно замінити на порожню таким чином, щоби противник не помітив пропажі. Оригінал же непомітно винести з будівлі і передати розвідці .

### Сьома місія
СценарійНа полі 20×20 метрів ходять чотирнадцять роботів на основі iRobot Create: 10 плоских «шайб» і 4 двометрових «стовпи». Одна сторона поля зелена, протилежна червона. Як тільки робот наблизиться зверху до шайби, вона змінює напрямок руху на 45°; якщо сісти перед нею, вона повернеться на 180°. Змусити «шайби» вийти з поля через зелену межу. «Стовпи» просто заважають, їх треба облітати зверху або збоку.
Змагання «сам на сам»Те ж саме; на поле випускають одночасно двох роботів. Один повинен вигнати шайби через зелену межу, другий через червону.

## Час і місце проведення конкурсів
| №  | Час проведення | Місце проведення | Місія    |
| -- | -------------- | --- | -------- |
| 1  | 1991           | Територія студентського містечка Технологічного інституту Джорджії | Перша    |
| 2  | 1992           | | Перша    |
| 3  | 1993           | | Перша    |
| 4  | 1994           | | Перша    |
| 5  | 1995           | | Перша    |
| 6  | 1996           | | Друга    |
| 7  | 1997           | | Друга    |
| 8  | 1998           | Центр управління небезпечними матеріалами і реагування на надзвичайні ситуації (Hazardous Material Management and Emergency Response (HAMMER)) Міністерства енергетики США | Третя    |
| 9  | 1999           | Центр управління небезпечними матеріалами і реагування на надзвичайні ситуації (Hazardous Material Management and Emergency Response (HAMMER)) Міністерства енергетики США | Третя    |
| 10 | 2000           | Центр управління небезпечними матеріалами і реагування на надзвичайні ситуації (Hazardous Material Management and Emergency Response (HAMMER)) Міністерства енергетики США | Третя    |
| 11 | 2001           | Військовий полігон у Форт Беннінг (Fort Benning's McKenna Urban Operations Site)                                                                                           | Четверта |
| 12 | 2002           | Військовий полігон у Форт Беннінг (Fort Benning's McKenna Urban Operations Site)                                                                                           | Четверта |
| 13 | 2003 рік       | Військовий полігон у Форт Беннінг (Fort Benning's McKenna Urban Operations Site)                                                                                           | Четверта |
| 14 | 2004           | Військовий полігон в Форт Беннінг (Fort Benning's McKenna Urban Operations Site)                                                                                           | Четверта |
| 15 | 2005           | Військовий полігон в Форт Беннінг (Fort Benning's McKenna Urban Operations Site)                                                                                           | Четверта |
| 16 | 2006           | Військовий полігон в Форт Беннінг (Fort Benning's McKenna Urban Operations Site)                                                                                           | Четверта |
| 17 | 2007           | Військовий полігон в Форт Беннінг (Fort Benning's McKenna Urban Operations Site)                                                                                           | Четверта |
| 18 | 2008           | Військовий полігон в Форт Беннінг (Fort Benning's McKenna Urban Operations Site)                                                                                           | Четверта |
| 19 | 2009           | Університет Пуерто-Рико в Маягуес (University of Puerto Rico at Mayagüez)                                                                                                  | П'ята    |
| 20 | 2010           | Університет Пуерто-Рико в Маягуес (University of Puerto Rico at Mayagüez)                                                                                                  | Шоста    |
| 21 | 2011           | | Шоста    |
| 22 | 2012           | | Шоста    |
| 23 | 2013           | | Шоста    |